# قضية الكونفدرالية المفقودة
تُشير قضية الكونفدرالية المفقودة (أو القضية المفقودة) إلى أسطورة أمريكية زائفةِ التاريخ ومنكرةٍ له، تزعم أن قضية الولايات الكونفدرالية خلال الحرب الأهلية الأمريكية كانت محقّة وبطولية ولم تكن بشأن العبودية. منذ انتشار هذه الفكرة لأول مرة في العام 1866 ما زال تأثيرها مستمرًا على العنصرية، والأدوار الجندرية، والمواقف الدينية في الجنوب الأمريكي حتى يومنا هذا.
عادةً ما يُشيد أنصار القضية المفقودة بثقافة الشرف والمروءة التقليدية في الجنوب في فترة ما قبل الحرب الأهلية الأمريكية. ويرون أن الرقيق كانوا يتلقون معاملة حسنة، ويُنكرون أن حالتهم كانت الدافع الرئيسي للحرب، وهو ما يناقض التصريحات التي أدلى بها بعض قادة الكونفدرالية، كما في خطاب كورنرستون. بل على العكس، فهُم يعتبرون أن الحرب كانت للدفاع عن حقوق الولايات، وحماية اقتصادها الزراعي من العدوان الشمالي. وهكذا، يُنظر إلى انتصار الاتحاد على أنه نتيجة لضخامة حجمه وثروته الصناعية، في حين يُصوّر الجانب الكونفدرالي على أنه الطرف صاحب الدرجة أخلاقية الأعلى والمهارة عسكرية الأكبر. يخالف المؤرخون المعاصرون بغالبهم هذه التوصيفات، ويشيرون إلى أن العبودية كانت المسبب الرئيسي للحرب.
شهدت القضية المفقودة فترتين مكثفتين من النشاط، مرةً في مطلع القرن العشرين، عندما بُذلت الجهود للحفاظ على ذكريات قدامى المحاربين الكونفدراليين في أواخر حياتهم؛ ومرةً أخرى أثناء حركة الحقوق المدنية في الخمسينيات والستينيات من القرن العشرين، كرد فعل على الدعم الشعبي المتزايد للمساواة العرقية. عبر إجراءات مثل بناء النُصب التذكارية الكونفدرالية البارزة، وتحرير كتب التاريخ المدرسية، سعت منظمات القضية المفقودة (بما في ذلك منظمة بنات الكونفدرالية المتحدات ومنظمة أبناء قدامى المحاربين الكونفدراليين) بهدف تعريف البيض الجنوبيين على ما يسمونه الرواية «الحقيقية» للحرب الأهلية، وبالتالي الاستمرار في دعم سياسات سيادة البيض، مثل قوانين جيم كرو. وهكذا فإن سيادة البيض هي سمة مركزية في سردية القضية المفقودة.

## جذور الأسطورة
يُقال إن التاريخ يكتبه المنتصرون، لكن الحرب الأهلية كانت استثناءً نادرًا. لربما دفعت ضرورة المحافظة على وحدة البلاد الشمالَ إلى التزام الصمت وقبول تصورات الجنوب للصراع. على أي حال، خلال معظم السنوات المئة والخمسين الماضية، هيمنت سردية الجنوب عن الحرب وعصر إعادة الإعمار على مدارسنا، وأدبنا، وعلى أفلامنا كذلك منذ ظهور الأفلام الطويلة.
—ميك لاسال، سان فرانسيسكو كرونيكل، 2015.
على الرغم من تعدّد أصول فكرة القضية المفقودة، فإنها تتكون أساسًا من حجة مفادها أن العبودية لم تكن المسبب الرئيسي للحرب الأهلية، أو لم تكن سببًا على الإطلاق. تنفي مثل هذه السردية أو تقلل من تصريحات الولايات التي انفصلت، والتي أصدر كل منها على حدة بيانًا يبرّر أسباب قرارها بالانفصال، وكتابات وخطابات قادة الكونفدرالية في زمن الحرب، مثل خطاب كورنرستون لنائب رئيس الولايات الكونفدرالية الأمريكية ألكسندر ستيفنز، وبدلًا من ذلك تميل إلى تقديم الآراء الأكثر اعتدالًا، والتي تبناها قادة الجنوب بعد الحرب. تشدد حجة القضية المفقودة على فكرة أن انفصال الولايات الجنوبية لم يكن إلا دفاعًا ضد تهديد الشمال لأسلوب الحياة الجنوبي، وتقول إن التهديد مثّل انتهاكًا لحقوق الولايات التي كفِلها الدستور. وتؤكد على حقّ أي ولاية في الانفصال، وهي النقطة التي أنكرها الشمال بشدة. تُصوّر «القضية المفقودة» الجنوبَ على أنه أكثر تمسكًا بالقيم المسيحية من الشمال ذي الجشع المفترض. وتصوّر العبوديةَ على أنها ذات طبيعة خيّرة لا قاسية، بزعم أنها نشرت المسيحية و«الحضارة». وغالبًا ما تُجيّر قصص العبيد السعداء للدعاية بهدف الدفاع عن العبودية؛ وكان لدى منظمة بنات الكونفدرالية المتحدات «لجنة النصب التذكارية للعبيد الأوفياء» وأقاموا نصبًا تذكاريًا لهيوارد شيبرد في بلدة هاربرز فيري، في فيرجينيا الغربية. وتُستخدم هذه القصص لشرح العبودية للشماليين. كما تُفيد أسطورة القضية المفقودة أن مالكي العبيد كانوا مُحسنين لعبيدهم. ولشرح هزيمة الكونفدرالية، يُعمَد إلى التأكيد على أن العامل الرئيسي لم يكن المستوى المتدنّي في نوعية القيادة أو القدرة القتالية، إنما بسبب التفوق الكمي الهائل للآلة الصناعية لولايات الشمال. في ذروة اكتمال عدد القوات في العام 1863، تجاوز عدد جنود الاتحاد عدد الجنود الكونفدراليين بأكثر من اثنين مقابل واحد، وكان لدى الاتحاد ثلاثة أضعاف الإيداعات المصرفية للكونفدرالية.

## خلفية تاريخية

### القرن التاسع عشر
خلّفت هزيمة الكونفدرالية لدى العديد من الجنوبيين البيض آثارًا قاسيةً اقتصاديًا، وعاطفيًا، ونفسيًا. قبل الحرب الأهلية، آمن الكثيرون بكل فخرٍ أن تقاليدهم العسكرية الغنية ستفيدهم في الصراع القادم. حاول الكثيرون مواساة أنفسهم بعزو هزيمتهم إلى عوامل خارجة عن إرادتهم، مثل الحجم المادي والقوة الغاشمة الهائلة.

كتب الأستاذ في جامعة فيرجينيا غاري دبليو غالاغر:
انطلق متبنّو القضية المفقودة من دوافع مختلفة. فقد سعوا بشكل جماعي لتبرير أفعالهم، وإتاحة الفرصة لأنفسهم ولمن سبقهم من الكونفدراليين العثورَ على شيء إيجابي في الهزيمة الساحقة. كما أرادوا تقديم رواية «صحيحة» عن الحرب لأطفالهم والأجيال القادمة من الجنوبيين البيض.
أصبحت القضية المفقودة جزءًا أساسيًا من عملية المصالحة بين الشمال والجنوب في العام 1900، وشكلت الركيزة الأساسية للعديد من احتفالات الجنوب البيض بذكرى الحرب. لأكثر من قرن، ارتبطت بالقضية المفقودة منظمة بنات الكونفدرالية المتحدات، وهي منظمة رئيسية.

يلخص أستاذ التاريخ في جامعة ييل رولين جي أوسترويس المحتوى الذي سادَ في كتابات «القضية المفقودة»:
في الغالب بدأت أسطورة القضية المفقودة كتعبير أدبي عن يأسٍ استبدّ بشعبٍ يشعر بهزيمة مرة بسبب هويته المفقودة. كان مشهدًا مفعمًا بشخصيات مستقاة بشكل أساسي من الماضي: المزارِع الفارس؛ حسناوات الجنوب ذوات عطر المانوليا؛ المحارب الكونفدرالي الكهل الصالح، الذي كان في يوم من الأيام فارسًا في الحقول والمعارك؛ والعم ريموس العجوز اللطيف. أصبحت جميع هذه العناصر، التي سرعان ما لُفّت بضبابٍ ذهبي، أصبحت حقيقة واقعةً لشعب الجنوب، الذين اعتبروا تلك الرموز مفيدةً في إعادة بناء ثقافتهم الممزقة. فقد كرّست تلك العناصر مُثُل الجنوب القديم وولّدت شعورًا بالسلوى في الجنوب الجديد.
كتب أستاذ التاريخ بجامعة ولاية لويزيانا غينز فوستر في العام 2013:
توصل الباحثون إلى قدر معقولٍ من الإجماع بشأن الدور الذي لعبته أسطورة «القضية المفقودة» في تلك السنوات، على الرغم من أن الأبحاث المتعلقة بالقضية المفقودة، مثلها مثل ذكريات الأحداث نفسها، ما تزال محل خلاف. يتفق معظم الباحثون على أن الجنوب الأبيض بذل جهدًا هائلًا للاحتفاء بقادة وجنود الكونفدرالية، والتأكيد على أنهم حافظوا على شرفهم وشرف الجنوب.
ظهر مصطلح «القضية المفقودة» لأول مرة في عنوان كتاب صدر في العام 1866 للكاتب والصحفي من فيرجينيا إدوارد أ. بولارد، القضية المفقودة: تأريخ جنوبي جديد لحرب الولايات الكونفدرالية. وروّج الكتاب للعديد من الأفكار آنفة الذكر لأسطورة القضية المفقودة. وعلى وجه الخصوص، أنكر بولارد دور العبودية في إشعال الحرب، وهوّن من شأن قسوة العبودية في أمريكا، حتى أنه روّج لها بوصفها طريقة لتحسين حياة الأمريكان الأفارقة:
لن ندخل في نقاشٍ عن أخلاقية العبودية أم لا. لكننا قد نشكك هنا فيما إذا كان هذا المصطلح الكريه «العبودية» الذي فُرض منذ زمن بعيد، عبر مبالغات الكتاب الشماليين، على حُكم العالم وتعاطفه، يصف بشكل دقيق نظام العبودية في الجنوب، والذي كان بحقّ الأكثر اعتدالًا في العالم؛ وهو لم يلجأ إلى إجراءات الإذلال والحرمان من الحقوق، بل رفع مستوى الأفريقي وكان يصب في صالح تطوير الإنسانية؛ والذي، وفقًا لقانون البلد، حمى الزنجي في حياته، وفي العديد من الحقوق الشخصية؛ وعبر تطبيق نظام العبودية، مُنح قدرًا من التسهيلات الفردية، مما جعله أبرز مثالٍ لفتًا للانتباه في عالم السعادة والرضا.